# 無極寺 (松本市)
無極寺（むごくじ）は、長野県松本市和田にある浄土宗の寺院。山号は和常山。本堂は立川流の作で松本市指定重要文化財。

## 伽藍
- 本堂
- 鐘楼
- 稲荷神社

## 文化財
松本市指定重要文化財
- 本堂 - 寛政2年（1800年）に再建。用材は柱、彫刻とも欅の良材で長押、扉には檜を用いている。正面入口の向拝は禅宗様で、龍、獅子、象などの彫刻で飾り、江戸時代後期の諏訪の宮大工立川流初代和四郎富棟と二代目和四郎富昌の合作として資料的価値が高い。

## 交通アクセス
- 松本バスターミナルから山形線「和田町郵便局」から徒歩約3分
- 松本ICから自動車で約10分
- 松本駅から自動車で約20分

## 周辺
- 窪田空穂記念館
- 松本大学